# Cista Ficoroni

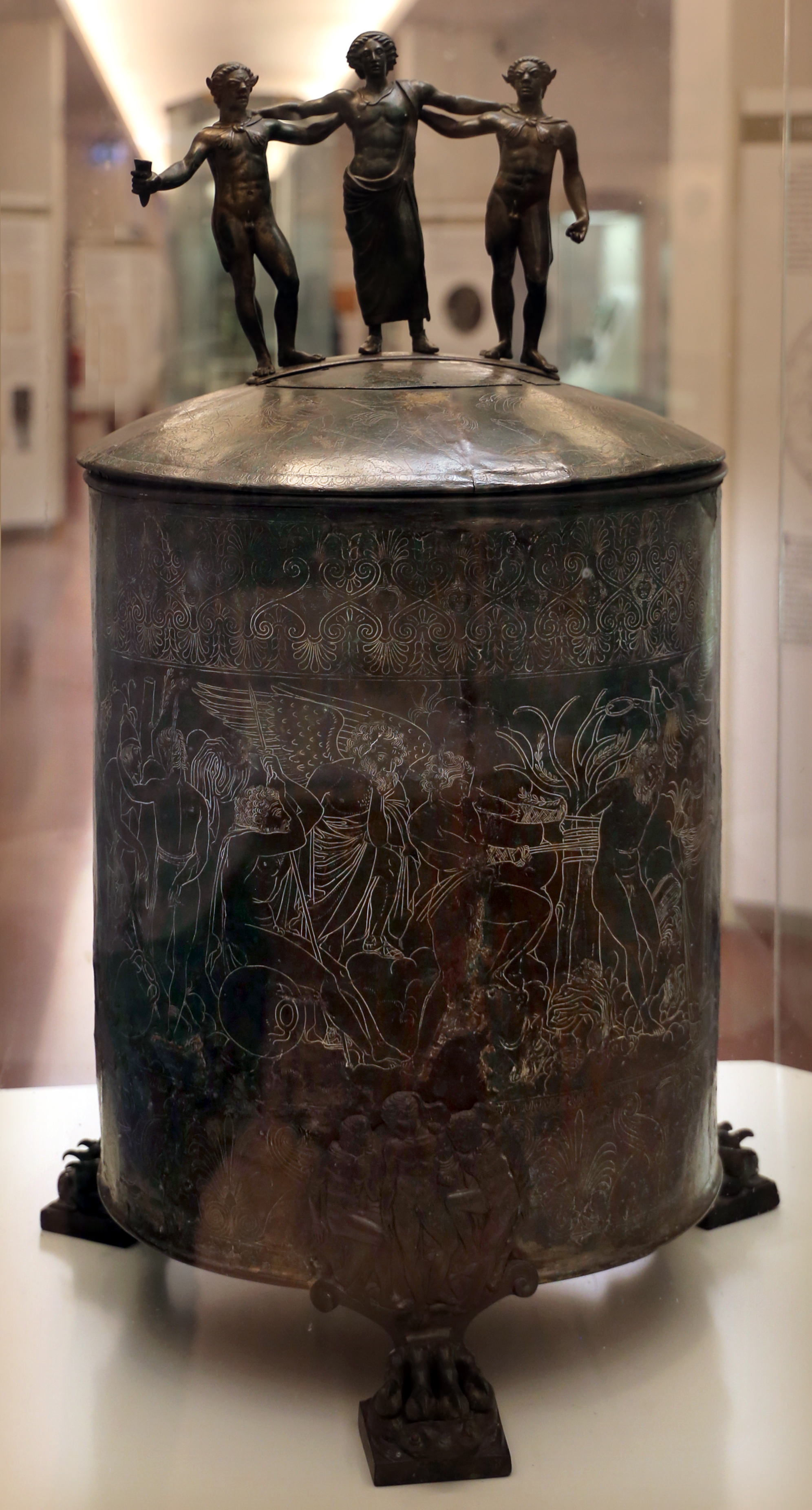
Cista Ficoroni

Cista Ficoroni – pochodząca z IV wieku p.n.e. brązowa rzymska cista (pojemnik na przybory toaletowe).
Naczynie ma kształt cylindra, wspartego na trzech nóżkach (w tym jednej wykonanej już w czasach nowożytnych) w formie lwich łap, zwieńczonych reliefem w formie trzech postaci przedstawiających przypuszczalnie Heraklesa, Erosa i Jolaosa. Jego pokrywkę wieńczy natomiast grupa figuralna ukazująca Dionizosa w towarzystwie dwóch satyrów. Na pokrywce wyryta jest także inskrypcja opisująca okoliczności powstania naczynia: wykonał je w swoim rzymskim warsztacie Novios Plautios dla niejakiej Dindii Macolnii, która zamówiła je dla swojej córki. Cista została odnaleziona przed 1738 rokiem gdzieś między Palestriną i Labico, a następnie nabyta przez Francesco Ficoroniego. W 1745 roku Ficoroni przekazał zabytek rzymskiemu Museo Kircheriano, a w 1913 roku przeniesiono go do Narodowego Muzeum Etruskiego.
Na powierzchni naczynia wygrawerowana została scena przedstawiająca epizod z mitu o wyprawie Argonautów po złote runo: po przybyciu do kraju Bebryków żeglarze chcą zaczerpnąć wody ze źródła, zostają jednak wyzwani przez panującego tam króla Amykosa na pojedynek bokserski. Do walki stają Kastor i Polluks, którzy po odniesieniu zwycięstwa przywiązują pokonanego władcę do drzewa.